# Dalea saffordii
Dalea saffordii là một loài thực vật có hoa trong họ Đậu. Loài này được (Rose) Bullock miêu tả khoa học đầu tiên.